# Touchback (película)
Touchback es una película de 2012 escrita y dirigida por Don Handfield y protagonizada por Brian Presley, Melanie Lynskey y Kurt Russell.

## Sinopsis
Un hombre busca consejos con un mentor de muchos años cuando recibe la oportunidad de revivir su juventud y la lesión que terminó con su prometedora carrera como futbolista.

## Reparto
- Brian Presley como Scott Murphy.
- Melanie Lynskey como Macy.
- Kurt Russell como Entrenador Hand.
- Marc Blucas como Hall.
- Christine Lahti como Thelma.
- Sarah Wright como Jenny.
- 'Drew Powell como Dwight Pearson.
- Steve Turner como Gig Bird.
- Kevin Covais como Todd White.
- James Duval como Rodriguez.
- Sianoa Smit-McPhee como Sasha.
- Scott Zokoe como Corn Carrier.
- David Scott Díaz como Coldwater Football Player #64/ Student.

## Producción
El rodaje tuvo lugar durante los meses de julio y agosto de 2010. La principal ubicación de filmación fue Coopersville, Michigan en estadio de fútbol de la escuela secundaria Coopersville. Rodaje adicional  se produjo en Grand Rapids, Municipio de Ravenna y River View High School en Warsaw, Ohio. Una escena también fue filmado en el Estadio de Ohio en 23 de octubre de 2010 durante un juego de fútbol.
La película tuvo una distribución limitada y un decepcionante rendimiento en taquilla. Fue distribuida a nivel nacional por Anchor Bay y en China por Bliss Media.

## Recepción
Touchback ha recibido reseñas mixtas de parte de la crítica y de la audiencia. En el sitio web especializado Rotten Tomatoes, la película posee una aprobación de 38%, basada en 13 reseñas, con una calificación de 5.8/10, mientras que de parte de la audiencia tiene una aprobación de 63%, basada en 5338 votos, con una calificación de 3.6/5.
El sitio web Metacritic le ha dado a la película una puntuación de 56 de 100, basada en 4 reseñas, indicando "reseñas mixtas". En el sitio IMDb los usuarios le han dado una calificación de 6.5/10, sobre la base de 4194 votos. En la página FilmAffinity la cinta tiene una calificación de 5.7/10, basada en 122 votos.